# Shadow Fight 3
Shadow Fight 3 (до выхода именовалась, как Shadow Fight 3D) — видеоигра в жанре Action-RPG-файтинг, разработанная российской компанией Nekki в 2017 году. Первая бета-версия была выпущена 27 апреля 2017 года, мировой релиз состоялся 16 ноября того же года. Входит в состав серии игр Shadow Fight, является продолжением Shadow Fight 2, выпущенной на основных мобильных платформах 2 мая 2014 года. В отличие от своих предшественников, в Shadow Fight 3 бойцы не представлены в виде силуэтов. Вместо этого они изображены как реалистичные трехмерные персонажи в богато анимированном окружении. Во время боя игроки накапливают очки, которые позволяют им временно переходить в «теневую форму». Это позволяет им использовать теневые способности. Теневые способности зависят от текущего снаряжения игрока и его фракции. Предметы приобретаются в виде коллекционных карт, которые можно заработать или купить.
Действие игры происходит через несколько лет после событий Shadow Fight 2 и вращается вокруг конфликта между тремя различными фракциями. Игрок начинает игру в качестве члена Легиона, который использует в основном европейское оружие, такое как мечи и молоты, и обладает медленными, но мощными атаками. Позже они переходят в Династию, которая имеет более быстрый, акробатический стиль боя и использует оружие со всей Азии, такое как нунчаку и гуандао. Последняя основная фракция — Вестники, у которых более точные атаки и в основном японское оружие, такое как нагината и катана (существует два варианта: обычная катана и катана, используемая в манере, похожей на Iaidō).

## Разработка
После грандиозного успеха Shadow Fight 2 (свыше 250 млн установок по всему миру) мы сразу задумались о новом проекте. Были самые разные идеи, например, сделать красивый слешер про киберпанковых самураев. Но в итоге стало очевидно, что делать продолжение Shadow Fight — самый верный путь. Огромная армия фанатов прошла вторую часть и ждала продолжения. К тому же, наблюдая за рынком, мы поняли, что в условиях растущей цены продвижения, на первый план выходит узнаваемость бренда. Поэтому выпустить продолжение выглядело гораздо меньшим риском, по сравнению с созданием нового бренда с нуля.
Еще одной тенденцией на рынке было то, что с ростом мощности девайсов появлялось все больше игр в 3D. Это было нам на руку, ведь мы приходили в индустрию более 10 лет назад с мечтой создавать 3D-игры. К тому же, хоть в Shadow Fight 2 и сражаются силуэты бойцов, вся их анимация сделана в 3D. Правда, за исключением этого у нас не было опыта создания трехмерных игр, и перед нами стояла очень сложная и непредсказуемая задача.
Чтобы обозначить завязку нашего сюжета и показать три фракции, мы решили сделать для игры интро-ролик. У нас уже был опыт создания классных интро для Shadow Fight 2 и Vector, но они были двухмерными. Для SF3 требовалось что-то более масштабное.

Мы понимали, что полноценный 3d-синематик — это очень долгая и дорогая работа, но это тоже было нашей мечтой. Мы давно хотели попробовать свои силы на такой задаче, а тут появилась благоприятная возможность. Поэтому было решено создать свой CG-отдел.

## Описание

### Сюжет
После событий, произошедших во второй части, прошли долгие годы. Технологии не стояли на месте, и за это время люди привыкли к присутствию теневой энергии, хотя и относились к ней по-разному. Кто-то считал, что теневая энергия опасна, кто-то хотел изучить её, а кто-то просто сохранить в нетронутом виде. Из-за различия в целях в обществе произошел раскол.
И вот, в центре нешуточных страстей появляются новые герои. Их прошлое прикрыто завесой тайны, а будущее никому не известно… Известно лишь, что именно им предстоит вернуть в мир покой и навсегда остановить войну.
Главный герой второй части игры — Тень, в этой выступает в роли антагониста, чьи замыслы долгое время остаются за завесой тайны. Все выясняется после встречи с Теневым Разумом — сверхъестественным существом из будущего. Именно от него мы узнаем, что из-за смерти Мэй Тень собирается уничтожить этот мир и создать другой, в котором Мэй жива.
В финале главный герой сражается с Тенью и побеждает его, но Мойре удалось отнять Теневой Разум Потомка и заключить его в Ядре Ускорителя, после чего мир уничтожается.

### Фракции
В игре существуют три фракции, у каждой из которых есть множество боевых стилей — Легион, Династия и Вестники. Легион делает ставку на силу, используя тяжелое оружие и тяжелые доспехи, Династия — на ловкость. Эта фракция предпочитает легкое оружие и доспехи, позволяющие легко выполнять удары и уворачиваться от них. Вестники же делают ставку на точность и скорость. Эта фракция отдаёт предпочтение быстрому оружию, позволяющему с высокой скоростью наносить довольно точные удары.
У каждой фракции есть свой лидер, с которым игроку придётся столкнуться в ходе сюжета. Также фракции по-разному относятся к теневой энергии — Легион стремится её уничтожить, Династия — сохранить, а Вестники — использовать.
Кроме того, у двух фракций весьма напряженные отношения — Династия находится в конфронтации с Легионом из-за теневой энергии. Вестники же в противостояние не вмешиваются, наблюдая за ним со стороны.

### Геймплей
В третьей части персонаж изначально управляется тремя кнопками: кнопка удара ногами, кнопка удара руками и кнопка применения теневых способностей, также имеется джойстик со стрелками. В дальнейшем игроку становится доступно оружие дальнего боя.
Игра имеет основную и побочную сюжетные линии. Также имеется локальный PvP-режим дуэлей. Кроме того, в игре время от времени организовываются События. Они ограничены по времени и могут рассказывать истории, оставшиеся за кулисами основной сюжетной линии (событие «Багровый культ» рассказывало о таинственном культе, расположившемся в лесу) или иметь отношение к праздникам (события «Лунный Фестиваль» и «Фестиваль Цветения» были приурочены к Китайскому Новому году и празднику цветения сакуры в Японии соответственно).
Начиная с главы «Мир Джун» и заканчивая «Миром Маркуса», важной частью дальнейшего геймплея является устойчивость. Этот параметр определяет, насколько сильно на бой будет влиять боевое правило. При недостаточной устойчивости боевое правило может существенно усложнить бой, и, наоборот, при достижении порога устойчивости или её избытке боевое правило либо оказывает минимальный эффект в бою, либо не действует вовсе. Устойчивость увеличивается за счёт сбора сетов экипировки, а начиная с «Мира Иту» — ещё и отдельных карт. Чем выше редкость сета/карты, тем большая прибавка даётся к устойчивости. В финальной главе «Эпилог» устойчивость уже не требуется — сложность боя зависит лишь от навыков игры и экипировки.

## Отзывы и критика
| Русскоязычные издания | Русскоязычные издания |
| Издание               | Оценка                |
| --------------------- | --------------------- |
| App-Time              | 9,4                   |

Shadow Fight 3 получила в основном положительные отзывы от критиков и смешанные от игроков. На Metacritic триквел получил 75/100 от критиков и 6.7/10 от игроков. Так как игра распространяется по условно-бесплатной модели (free-to-play), SF3 иногда критикуется: многие игровые предметы гораздо проще купить за донат, чем добывать в ходе игры. Однако экспертами отмечается, что новая система монетизации более комфортна, чем та, что была в Shadow Fight 2, когда боец расходовал энергию, которая восстанавливалась со временем или за деньги.
И вот, несмотря на все сложности, мы запустили наш самый амбициозный проект. Мы много в него вложили и, не побоимся этих слов, смогли создать нашу игру мечты. Кроме этого, мы вырастили сильную команду, вывели на новый уровень наши технологии, достигли очень высокой планки качества. Теперь перед нами открылись новые перспективы, о которых мы тоже давно мечтали: выйти на консольный рынок (мы планируем портировать SF3 на PS, Xbox и Switch), добавить в бой долгожданный мультиплеер (и не только один на один!) и даже немного пощупать тему киберспорта.
Ещё один повод для критики — уход от изначального канона с двумерными бойцами-силуэтами.

## Спин-офф / Продолжение
Разработка четвёртой игры длилась довольно долгое время. Поводом к началу разработки новой игры стала большая популярность третьей части (11,7 млн установок и 7 место в мировом рейтинге по загрузкам, согласно данным портала App2Top за 2017 год). Наблюдался большой интерес геймеров к этой части. Игроками предлагались различные новшества, которые в дальнейшем могли быть рассмотрены разработчиками. Тизер проекта был выпущен 31 января 2020 года, а трейлеры — 17 июля и 6 ноября 2020 года. Изначально Arena позиционировалась как ответвление серии, однако спустя время игра была переименована, как полноценная четвёртая часть.
После релиза игры произошло множество крупных изменений и улучшений: появились новые режимы и знакомые вам герои.

И поскольку сюжет Арены продолжает историю Shadow Fight, мы решили сделать её полноценной следующей частью серии — встречайте Shadow Fight 4: Arena!